# Hemerotrecha denticulata
Hemerotrecha denticulata är en spindeldjursart som beskrevs av Muma 1951. Hemerotrecha denticulata ingår i släktet Hemerotrecha och familjen Eremobatidae. Inga underarter finns listade i Catalogue of Life.